# Позитивні зобов'язання держави у сфері прав людини
Позити́вні зобов'я́зання держа́ви у сфе́рі пра́в люди́ни — це обов'язки держави, які вимагають від національних органів влади застосувати необхідні засоби для гарантування прав людини. Ці засоби можуть бути юридичними, якщо на державу покладається обов'язок накласти санкції на осіб, які порушують Європейську конвенцію, або встановити юридичні правила для здійснення певного роду діяльності чи регламентації поведінки певних категорій осіб. Позитивні зобов'язання держави можуть включати й практичні засоби. Не тільки практичні а й похідні.

## Історія становлення
У західноєвропейській правовій науці концепція позитивних зобов'язань держави згадується вже у працях кінця ХІХ — початку ХХ ст. Класична робота Л. Дюгі «Конституційне право. Загальна теорія держави» (1908 р.) містить окремий підрозділ «Позитивні зобов'язання держави», в якому автор теорії солідаризму вказує, що «крім того, що держава не може вчинювати певних дій, є дії, які вона повинна вчиняти; є позитивні зобов'язання, які покладаються на неї; є закони, які вона повинна видавати…».
У другій половині XX ст. у конституційному праві країн — членів Ради Європи починає розвиватися та поступово стає домінуючим принципово новий підхід до конструкції позитивних зобов'язань держави, які поширюються і на негативні права.
Класична ліберальна ідея про те, що негативним правам кореспондує негативний обов'язок держави не заважати в їх реалізації, модифікується позитивним обов'язком держави щодо їх належноїреалізації та гарантії.
Найбільш повно цей підхід розроблений у практиці Європейського суду з прав людини. Європейський суд послідовно розвиває позицію щодо поширення позитивних зобов'язань держави на всі основоположні права, закріплені Конвенцією про захист прав людини і основоположних свобод 1950 р., які переважно належать до громадянських та політичних прав, тобто є «негативними». На відміну від негативних зобов'язань держави, позитивні зобов'язання майже не розглядалися як такі, що випливають з Конвенції.
Проте у кінці 60х років ситуація змінилася. Поштовхом до розвитку позитивних зобов'язань стала Бельгійська мовна справа (англ. — «The Belgian linguistic case»), в якій заявники вимагали від Європейського суду розуміння таких зобов'язань, як «обов'язок зробити що-небудь» («obligations to do something»). З моменту ухвалення рішення у цій справі Європейський суд послідовно розширяв категорію позитивних зобов'язань держави та додавав до неї нові елементи. Внаслідок цього, сьогодні фактично всі положення, які закладають правозахисні стандарти згаданої конвенції, містять «подвійні» вимоги до держави щодо їх реалізації: негативні та позитивні.

## Загальна характеристика
Проблема позитивних зобов'язань держави у сфері прав людини становить методологічне підґрунтя сучасного аналізу механізму реалізації основоположних прав людини та входить до усталеного категоріального апарату західної юриспруденції. Останніми роками ступінь розробки теорії позитивних зобов'язань держави в галузі прав людини піднявся на якісно новий науковий рівень.
Витоки доктрини позитивних зобов'язань держави — в поділі самих прав людини на негативні та позитивні залежно від механізму реалізації свободи особи та засобів її забезпечення з боку держави.
- Негативні права людини визначають негативний аспект свободи та охороняють людину від небажаного втручання з боку держави у сферу її особистих прав і свобод. До них належать більшість громадянських та політичних прав, наприклад: право на життя, свободу думки, слова, віросповідання, право на недискримінацію, право не піддаватися тортурам, право на мирні зібрання та об'єднання тощо. Негативні права людини передбачають негативні зобов'язання держави та її агентів (представників) утримуватися від будь-яких дій, спрямованих на їх порушення або незаконне обмеження.
- Позитивні права людини закріплюють позитивний аспект свободи, їх реалізація неможлива без відповідної забезпечувальної діяльності з боку державних інституцій. До них включають соціальні права, економічні та окремі культурні права, наприклад: право на працю, відпочинок, соціальний захист, охорону здоров'я, гідний рівень життя та ін. Ці права забезпечені позитивними зобов'язаннями держави, які в найбільш широкому вигляді передбачають активні дії держави, спрямовані на їх утвердження, захист та сприяння реалізації.

Доктрина позитивних зобов'язань передбачає, що держава повинна не тільки володіти законодавством, що найбільш повно забезпечує дотримання як негативних, так і позитивних прав, але і вживати всіх необхідних заходів для того, щоб воно реально діяло, а не залишалося на папері. Тобто права мають бути забезпечені не тільки de jure, але і de facto. Але держава вільна у виборі конкретних заходів, які підлягають застосуванню, щодо повного та ефективного захисту тих чи інших прав людини. Позитивні зобов'язання держави не можуть тлумачитись як такі, що визначають конкретні засоби чи конкретні дії держави.
Єдиним критерієм для визначення того, чи дотримувалась держава в особі її органів влади цього обов'язку, є ефективність її дій у конкретній ситуації.

## Співвідношення негативних та позитивних зобов'язань
Є дві можливі форми співвідношення:
- пе́рша — коли ці два види зобов'язань принципово відмінні, тобто позитивні зобов'язання відрізняються від негативних тим, що перші вимагають активного втручання держави в реалізацію прав людини, тоді як другі вимагають від неї утриматись від втручання. Порушення прав людини відбуватиметься через відсутність активних дій із боку держави.

- дру́га — коли в окремих випадках позитивні та негативні зобов'язання мають схожий підтекст. Це відбувається в результаті перешкоджання чи обмеження в реалізації прав людини своїми активними діям.

## Мета позитивних зобов'язань
Метою, та основною ціллю позитивних зобов'язань є:
- захист осіб;
- забезпечення достатніх юридичних засобів реагування на випадки порушення прав людини;
- гарантія проведення ефективного, оперативного та невідкладного розслідування випадків порушення прав людини незалежними компетентними особами
- сприяння реалізації та забезпечення ефективного механізму юридичного, передусім судового захисту основоположних прав людини;
- запобігання порушення прав людини із боку третіх осіб.

### Нормативна основа позитивних зобов'язань
Найбільш повно позитивні зобов'язання, як підхід, розроблений у юриспруденції Європейського суду з прав людини. Він послідовно розвиває позицію щодо поширення позитивних зобов'язань держави на всі основоположні права, закріплені конвенцією, які переважно належать до громадянських та політичних прав, тобто є «негативними».
Основною нормативною базою є — Конвенція про захист прав людини, і основоположних свобод. Позитивні зобов'язання виводяться з положень деяких статей Європейської конвенції, що містять відповідне право (зокрема, положення щодо охорони законом права кожного на життя (ст. 2 Конвенції), щодо забезпечення умов у місцях позбавлення волі, які не можуть бути нелюдськими (ст. 3 Конвенції), щодо надання безоплатної правової допомоги та безоплатних перекладачів у контексті права на справедливий суд (ст. 6 Конвенції), щодо проведення вільних виборів (ст. 3 Першого Протоколу).
Загальною юридичною підставою позитивних зобов'язань держави в межах європейської системи правозахисту виступає ст. 1 «Зобов'язання поважати права людини» Європейської конвенції, в якій прямо вказується, що держави гарантують кожному, хто перебуває під їхньою юрисдикцією, права і свободи, передбачені Конвенцією.

### Види позитивних зобов'язань
Серед позитивних зобов'язань держави розрізняють «субстантивні» («сутнісні», англ. — «substantive») та процедурні зобов'язання держави. Критерій, який покладено в основу їх розмежування, полягає в характері дій, що очікуються від держави.
1. Субстанти́вні — це зобов'язання, які вимагають предметних засобів, необхідних для повного володіння та користування гарантованими правами людини, наприклад, закріплення належних правил (інструкцій), які регламентують випадки втручання з боку поліції, забороняють жорстоке поводження чи примусову працю, передбачають належне обладнання закладів пенітенціарної системи.
2. Процеду́рні зобов'я́зання держа́в — це зобов'язання, які вимагають належної організації національних юридичних процедур із метою кращого захисту осіб, забезпечення достатніх юридичних засобів реагування на випадки порушення прав людини, наприклад, проведення ефективного, оперативного та невідкладного розслідування випадків порушення прав людини незалежними компетентними особами.